# جوایز فیلم ملی
جوایز فیلم ملی (انگلیسی: National Film Awards) در زمرهٔ مهم‌ترین و چشمگیرترین جشنواره‌های فیلم در کشور هند است. این فیلم در سال ۱۹۵۴ بنیان نهاده شد. مکان جشنواره در شهر دهلی نو قرار دارد.